# Nati nel 1922/Agosto
| Questa pagina contiene informazioni ricavate automaticamente dalle voci biografiche con l'ausilio del template Bio e di un bot. L'aggiornamento è periodico e automatico e ricostruisce completamente la pagina. Se manca una persona in questa lista, sei pregato di non aggiungerla, ma accertati piuttosto che la sua voce biografica contenga il template Bio e che i dati anagrafici siano correttamente compilati. Se il template Bio manca, inseriscilo tu stesso o, in alternativa, metti l'avviso {{tmp\|Bio}} che ne segnala la mancanza. Se i dati riportati sono sbagliati, correggi direttamente la voce biografica; le modifiche saranno visibili in questa lista entro pochi giorni. Per chiarimenti vedi il progetto biografie. La lista contiene solo le 167 persone che sono citate nell'enciclopedia e per le quali è stato implementato correttamente il template Bio. Pagina aggiornata al 2 ago 2025. |

- 1º agosto - Dorothy Dalton, ginnasta statunitense († 1973)
- 1º agosto - Arthur Hill, attore canadese († 2006)
- 1º agosto - Paul Lambert, attore statunitense († 1997)
- 1º agosto - Cristóbal Martínez-Bordiú, X marchese di Villaverde, nobile e chirurgo spagnolo († 1998)
- 1º agosto - Nello Mason, calciatore italiano
- 1º agosto - Mauro Spagnoletti, educatore, storico e giornalista italiano († 1991)
- 1º agosto - Danny Wagner, cestista statunitense († 1997)
- 2 agosto - Enrico Bomba, produttore cinematografico, regista e direttore del doppiaggio italiano († 1995)
- 2 agosto - Bill Brown, cestista statunitense († 2007)
- 2 agosto - Rui Campos, calciatore brasiliano († 2002)
- 2 agosto - Paolo Farinetti, partigiano, imprenditore e politico italiano († 2009)
- 2 agosto - Paul Laxalt, politico statunitense († 2018)
- 2 agosto - Manoel Francisco do Nascimento Brito, editore brasiliano († 2003)
- 2 agosto - Jordi Sabater i Pi, etologo spagnolo († 2009)
- 2 agosto - Gabriele Vanorio, cantante italiano († 1969)
- 3 agosto - Ettore Bertoni, calciatore italiano († 2017)
- 3 agosto - Avtandil Ghoghoberidze, calciatore sovietico († 1980)
- 3 agosto - Martha Holliday, attrice e ballerina statunitense († 1970)
- 3 agosto - Elmore Morgenthaler, cestista statunitense († 1997)
- 4 agosto - Luis Aponte Martínez, cardinale e arcivescovo cattolico portoricano († 2012)
- 4 agosto - Ernesto Balducci, presbitero, editore e scrittore italiano († 1992)
- 4 agosto - Loro Boriçi, allenatore di calcio e calciatore albanese († 1984)
- 4 agosto - Franco Brusati, regista, sceneggiatore e commediografo italiano († 1993)
- 4 agosto - Silvio Graziadio Cusin, psicoanalista italiano († 2013)
- 5 agosto - Arthur Grady, pallanuotista britannico († 1995)
- 5 agosto - Sandy Kenyon, attore statunitense († 2010)
- 5 agosto - Emidio Massi, politico e sindacalista italiano († 2016)
- 5 agosto - Marin Preda, scrittore e poeta rumeno († 1980)
- 5 agosto - Berardo Rossi, presbitero, religioso e scrittore italiano († 2013)
- 5 agosto - Aldo Sacco, calciatore italiano
- 6 agosto - Adriano Casadei, partigiano italiano († 1944)
- 6 agosto - Luigi Montagnani, imprenditore e dirigente sportivo italiano († 2000)
- 6 agosto - Tino Petrelli, fotografo italiano († 2001)
- 6 agosto - Enzo Vicari, prefetto italiano († 2004)
- 7 agosto - René Bader, calciatore svizzero († 1995)
- 7 agosto - Mario Bernardel, calciatore italiano
- 7 agosto - Franco Tedeschi, politico italiano († 2006)
- 7 agosto - Pierre Trabaud, attore, comico e doppiatore francese († 2005)
- 7 agosto - Maurizio Vitale, filologo italiano († 2021)
- 8 agosto - Rory Calhoun, attore statunitense († 1999)
- 8 agosto - Rudi Gernreich, stilista austriaco († 1985)
- 8 agosto - Alberto Granado, biologo e scrittore argentino († 2011)
- 8 agosto - Kenneth Carroll Parkes, ornitologo statunitense († 2007)
- 8 agosto - Domenico Rosa Rosa, dirigente sportivo italiano († 2005)
- 9 agosto - Mildred Robbins Leet, imprenditrice e filantropa statunitense († 2011)
- 9 agosto - Tarō Kagawa, calciatore giapponese († 1990)
- 9 agosto - Alfred George Knudson, medico e genetista statunitense († 2016)
- 9 agosto - Philip Larkin, scrittore, poeta e critico musicale britannico († 1985)
- 9 agosto - Sandro Paternostro, giornalista e conduttore televisivo italiano († 2000)
- 9 agosto - Angelo Pirovano, calciatore italiano
- 9 agosto - Giuseppe Polo, calciatore italiano
- 9 agosto - Jack Toomay, cestista e militare statunitense († 2008)
- 10 agosto - Paul Gégauff, sceneggiatore, scrittore e attore francese († 1983)
- 10 agosto - Mary Alice McWhinnie, biologa e docente statunitense († 1980)
- 10 agosto - Vladimír Mináč, scrittore, saggista e sceneggiatore slovacco († 1996)
- 10 agosto - Milorad Sokolović, cestista, allenatore di pallacanestro e giornalista jugoslavo († 1999)
- 11 agosto - Mavis Gallant, scrittrice canadese († 2014)
- 11 agosto - Luigi Marras, scultore italiano († 2008)
- 11 agosto - Gösta Prüzelius, attore e doppiatore svedese († 2000)
- 12 agosto - Luigi Bordino, religioso italiano († 1977)
- 12 agosto - Luigi Dagnino, calciatore italiano
- 12 agosto - Roy Hurley, cestista statunitense († 1993)
- 12 agosto - Miloš Jakeš, politico cecoslovacco († 2020)
- 12 agosto - Víctor Mahana, cestista cileno († 2001)
- 12 agosto - Jack Rocker, cestista statunitense († 2010)
- 13 agosto - Bruno Armanini, calciatore italiano
- 13 agosto - Angelo Bellotto, calciatore italiano († 1981)
- 13 agosto - Chuck Gilmur, cestista e allenatore di pallacanestro statunitense († 2011)
- 13 agosto - Giovanni Girardini, partigiano italiano († 1944)
- 13 agosto - Buck Kartalian, attore statunitense († 2016)
- 13 agosto - Osvaldo Martínez Jara, pallanuotista cileno († 2002)
- 13 agosto - Antonio Tinarelli, agronomo italiano († 2014)
- 14 agosto - Alfredo Agostoni, pittore italiano († 1944)
- 14 agosto - Lucio Ardenzi, cantante, attore e regista italiano († 2002)
- 14 agosto - Walter Barni, partigiano e sindacalista italiano († 2014)
- 14 agosto - Astorre Cattabrini, calciatore italiano
- 14 agosto - Willie Kelly, calciatore scozzese († 1996)
- 14 agosto - Leslie Marr, pilota automobilistico britannico († 2021)
- 14 agosto - Donald Meltzer, psichiatra e psicoanalista statunitense († 2004)
- 14 agosto - Frédéric Rossif, regista jugoslavo († 1990)
- 15 agosto - Renato Barberini, calciatore italiano
- 15 agosto - Sabino Barinaga, calciatore e allenatore di calcio spagnolo († 1988)
- 15 agosto - Carlo M. Cipolla, storico italiano († 2000)
- 15 agosto - Lukas Foss, compositore, pianista e direttore d'orchestra statunitense († 2009)
- 15 agosto - Mariano Gaviola y Garcés, vescovo cattolico filippino († 1998)
- 15 agosto - Endre Tilli, schermidore ungherese († 1958)
- 16 agosto - Giovanni Boano, politico italiano († 1994)
- 16 agosto - Ernie Freeman, pianista, organista e arrangiatore statunitense († 1981)
- 16 agosto - Peter Farrell, allenatore di calcio e calciatore irlandese († 1999)
- 16 agosto - Michael Goleniewski, ufficiale polacco († 1993)
- 16 agosto - Ken Keller, cestista statunitense († 1983)
- 16 agosto - Gene Lalley, cestista statunitense († 1972)
- 16 agosto - Giuseppe Vescovo, calciatore italiano
- 16 agosto - Marcello Zanfagna, politico italiano († 1984)
- 17 agosto - Frederick B. Dent, politico statunitense († 2019)
- 17 agosto - Rudolf Haag, fisico tedesco († 2016)
- 17 agosto - Khālid Muḥyi al-Dīn, militare, politico e editore egiziano († 2018)
- 17 agosto - Antonio Pigliaru, giurista, filosofo e educatore italiano († 1969)
- 18 agosto - Carlo Bagnaresi, militare italiano († 1944)
- 18 agosto - Alain Robbe-Grillet, scrittore, saggista e regista francese († 2008)
- 18 agosto - Enzo Trapani, regista, sceneggiatore e scenografo italiano († 1989)
- 19 agosto - Hernán Carvallo, calciatore cileno († 2011)
- 19 agosto - Angelo Cristofari, politico e dirigente sportivo italiano
- 19 agosto - Stephen Wurm, linguista australiano († 2001)
- 20 agosto - Tetsuzo Akutsu, medico giapponese († 2007)
- 20 agosto - Bogdan Bogdanović, architetto e politico serbo († 2010)
- 20 agosto - Jean Calogero, pittore italiano († 2001)
- 20 agosto - Franco Ferri, partigiano e politico italiano († 1993)
- 20 agosto - Lionel Kochan, storico, giornalista e editore britannico († 2005)
- 21 agosto - Jacques Brosse, psicoanalista, scrittore e giornalista francese († 2008)
- 21 agosto - Mel Fisher, statunitense († 1998)
- 22 agosto - Theoni V. Aldredge, costumista e scenografa greca († 2011)
- 22 agosto - Elios Bonzagni, calciatore italiano († 2016)
- 22 agosto - Robert Himgi, pallanuotista francese († 2012)
- 22 agosto - Harold Kottman, cestista statunitense († 2004)
- 22 agosto - Cesare Marchi, scrittore, giornalista e personaggio televisivo italiano († 1992)
- 22 agosto - Oliviero Pigini, imprenditore italiano († 1967)
- 22 agosto - Micheline Presle, attrice francese († 2024)
- 22 agosto - Jay Pritzker, imprenditore e filantropo statunitense († 1999)
- 22 agosto - Christian de la Mazière, giornalista francese († 2006)
- 23 agosto - Rolando Bugatti, imprenditore italiano († 1977)
- 23 agosto - Aridex Calligaris, calciatore italiano († 1993)
- 23 agosto - Tonia Carrero, attrice brasiliana († 2018)
- 23 agosto - Bernardo D'Arezzo, politico italiano († 1985)
- 23 agosto - Jean Darling, attrice, cantante e scrittrice statunitense († 2015)
- 23 agosto - Roland Dumas, avvocato e politico francese († 2024)
- 23 agosto - Eevi Huttunen, pattinatrice di velocità su ghiaccio finlandese († 2015)
- 23 agosto - George Kell, giocatore di baseball statunitense († 2009)
- 23 agosto - Giovanni Rapetti, poeta italiano († 2014)
- 23 agosto - Giorgio William Vizzardelli, serial killer italiano († 1973)
- 23 agosto - Nazik al-Mala'ika, poetessa irachena († 2007)
- 24 agosto - Luis Gómez-Montejano, imprenditore e dirigente sportivo spagnolo († 2017)
- 24 agosto - Mario Leone, politico italiano († 2013)
- 24 agosto - René Lévesque, politico e giornalista canadese († 1987)
- 24 agosto - Vittorio Marandola, carabiniere italiano († 1944)
- 24 agosto - Renzo Suozzi, calciatore italiano († 2017)
- 24 agosto - Marie-Louise Tenèze, etnologa francese († 2016)
- 24 agosto - Howard Zinn, storico, saggista e attivista statunitense († 2010)
- 25 agosto - Salvatore Contino, pittore italiano († 2008)
- 25 agosto - Ivry Gitlis, violinista, attore e filosofo israeliano († 2020)
- 25 agosto - Luigi Mengoni, giurista italiano († 2001)
- 25 agosto - Lajos Tóth, militare e aviatore ungherese († 1951)
- 25 agosto - Adelina Vaccaro, cestista italiana († 2007)
- 26 agosto - Maud de Belleroche, scrittrice, saggista e attrice francese († 2017)
- 26 agosto - Roland Bierge, pittore e litografo francese († 1991)
- 26 agosto - Delio Giacometti, politico e dirigente sportivo italiano († 2003)
- 26 agosto - Alvaro Monnini, artista italiano († 1987)
- 27 agosto - Cate Bauer, attrice britannica
- 27 agosto - Jean Benoît, artista canadese († 2010)
- 27 agosto - Michele Forneris, generale italiano († 2005)
- 27 agosto - Sōsuke Uno, politico giapponese († 1998)
- 28 agosto - Maurice Blin, politico francese († 2016)
- 28 agosto - Lily Granado, attrice francese († 1960)
- 28 agosto - Gaëtan du Bot, educatore, imprenditore e partigiano francese († 2013)
- 29 agosto - Richard Blackwell, giornalista e stilista statunitense († 2008)
- 29 agosto - Lane Bradford, attore statunitense († 1973)
- 29 agosto - Henk Faanhof, ciclista su strada, pistard e dirigente sportivo olandese († 2015)
- 29 agosto - Isaak Semёnovič Magiton, regista sovietico († 2009)
- 29 agosto - Shigehiro Ozawa, regista e sceneggiatore giapponese († 2004)
- 29 agosto - Mario Tontodonati, calciatore italiano († 2009)
- 29 agosto - John Edward Williams, romanziere e poeta statunitense († 1994)
- 30 agosto - Alcide Arnoulet, partigiano italiano († 1944)
- 30 agosto - J. Duncan M. Derrett, insegnante e giurista britannico († 2012)
- 30 agosto - Henk Lakeman, ciclista su strada e pistard olandese († 1975)
- 30 agosto - Regina Resnik, mezzosoprano e soprano statunitense († 2013)
- 30 agosto - Dario Rossetti, partigiano italiano († 2000)
- 31 agosto - Gianni Bertini, artista italiano († 2010)